# Норва (приток Кеми)
Норва ( устар. Норва-оя) — река в России, протекает в Карелии. Устье реки находится в 146 км по правому берегу реки Кеми.
Длина реки — 40 км, площадь водосборного бассейна — 242 км².

## Бассейн

### Притоки
- В 6,5 км от устья, по левому берегу реки впадает река Калькоя.
- В 8 км от устья, по левому берегу реки впадает река Муштаоя.

### Озёра
Норва протекает через озёра:
- Пежозеро
- Сягозеро
- Маткоярви
- Шульярви
- Норваярви
- Ристиярви
- Низкое
- Роппомо

## Данные водного реестра
По данным государственного водного реестра России относится к Баренцево-Беломорскому бассейновому округу, водохозяйственный участок реки — Кемь от Юшкозерского гидроузла до Кривопорожского гидроузла. Речной бассейн реки — бассейны рек Кольского полуострова и Карелии, впадает в Белое море.
Код объекта в государственном водном реестре — 02020000912102000004447.